# Communauté de communes du Porzay-Ménez-Hom
La communauté de communes du Porzay-Ménez-Hom est une ancienne communauté de communes française, située dans le département du Finistère, en région Bretagne.

## Histoire
Le 1er janvier 2002, l'intercommunalité fusionne avec la communauté de communes du Bassin de Châteaulin pour former la communauté de communes du Pays de Châteaulin et du Porzay.

## Composition
Elle regroupait cinq communes :
| Nom                | Code Insee | Gentilé       | Superficie (km2) | Population (dernière pop. légale) | Densité (hab./km2) |
| ------------------ | ---------- | ------------- | ---------------- | --------------------------------- | ------------------ |
| Plomodiern (siège) | 29172      | Plomodiernais | 46,74            | 2 101 (2014)                      | 45                 |
| Locronan           | 29134      | Locronanais   | 8,08             | 819 (2014)                        | 101                |
| Ploéven            | 29166      | Ploévinois    | 13,11            | 530 (2014)                        | 40                 |
| Plonévez-Porzay    | 29176      | Plonévéziens  | 29,23            | 1 794 (2014)                      | 61                 |
| Saint-Nic          | 29256      | Saint-Nicais  | 18,03            | 765 (2014)                        | 42                 |

## Administration

### Élus
|                       | Identité           | Qualité                         |
| --------------------- | ------------------ | ------------------------------- |
| 1er                   | Marcel Férec       | Maire de Locronan               |
| 2e                    | Jean-Ronan Lautrou | 2e adjoint au maire de Locronan |
| Source : Ouest-France |                    |                                 |

### Liste des présidents
| Période                        | Période       | Identité      | Étiquette | Qualité                           |
| ------------------------------ | ------------- | ------------- | --------- | --------------------------------- |
| janvier 1994 [réf. nécessaire] | décembre 2001 | Claude Bellin | DVD       | Maire de Plomodiern (1983 → 2020) |